# انیاکی سانز
انیاکی سانز (انگلیسی: Iñaki Sáenz؛ زادهٔ ۲۹ آوریل ۱۹۸۸) بازیکن فوتبال اهل اسپانیا است.
از باشگاه‌هایی که در آن بازی کرده‌است می‌توان به باشگاه فوتبال دپورتیوو آلاوس و باشگاه فوتبال راسینگ سانتاندر اشاره کرد.